# 約納村
约纳村是以色列的一個城市，屬於中央區，位於內坦亞以東約7公里處。2014年，约纳村正式升格為城市。

## 外部連結
- Official website（页面存档备份，存于） （希伯来文）